# Szczecinki zaciemieniowe

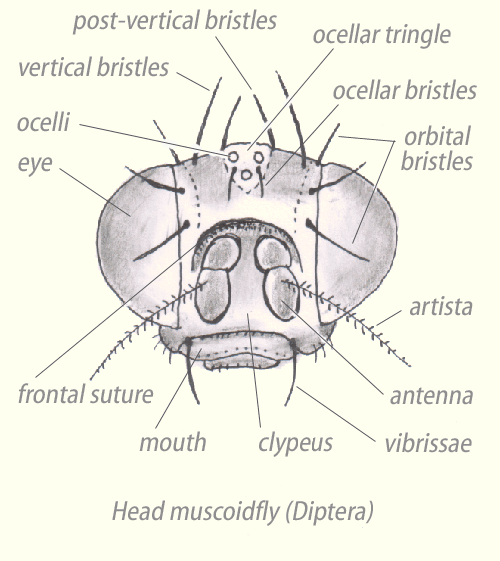
Głowa muchówki z grupy Muscomorpha, szczecinki zaciemieniowe podpisane jako post-vertical bristles

Szczecinki zaciemieniowe – rodzaj szczecinek występujący na głowie muchówek.
Występują w liczbie dwóch. Usytuowane są w tylnej, potylicznej części głowy, na jej linii środkowej, blisko siebie i różnie nachylone. Mają duże znaczenie w oznaczaniu muchówek.